# Supergroup
A supergroup kifejezést az 1960-as évek második felében olyan zenekarok esetében kezdték használni, melyek tagjai korábbi zenekaraikban vagy szólókarrierjük során elismerést és hírnevet szereztek. A kifejezés Al Kooper, Mike Bloomfield és Stephen Stills 1968-as Super Session című albumából ered. Az első supergroup a Cream volt: a zenekar 1966-os megalakulásakor Ginger Baker, Jack Bruce és Eric Clapton már elismert zenészeknek számítottak az Egyesült Királyságban. Szintén az első supergroupok közé tartozik az 1968-ban megalakult Crosby, Stills & Nash, melynek tagjai korábban a The Byrds, a Buffalo Springfield és a The Hollies tagjai voltak (Neil Young szintén a Buffalo Springfieldben játszott, de nem volt a CSN állandó tagja).
Több szakíró tágabb értelemben használja a fogalmat, olyan zenekarokat is supergroupként illetnek, melyek több millió albumot adtak el és általában telt házas koncerteket adnak, a tagok korábbi hírnevét viszont nem tartják olyan fontosnak. Ilyen zenekar például az 1968-ban alakult Led Zeppelin, melynek megalakulásakor csak Jimmy Page volt országos hírű zenész (korábban a The Yardbirds tagja volt). Helyes használat esetén a fogalom a zenekar „összetételére” utal, nem pedig az elért eredményekre. Eszerint azok a zenekarok sem számítanak a szó szoros értelmében supergroupnak, melyek megalakulása után a tagok sikeres szólókarriert indítottak a zenekar feloszlatása nélkül; természetesen vannak, akik ezeket a zenekarokat (például a Queent, a Genesist vagy a Yest) is supergroupnak tartják. Az is előfordult, amikor egy működő zenekar egy híres taggal bővült, és ennek eredményeképp supergroupnak tekintették (például a Van Halent Sammy Hagar csatlakozása után). Amint az a fentiekből kitűnik, a supergroup ma már nem egy szigorúan meghatározott kategória, ennek ellenére a marketingben fontos szerepe van, rendkívüli mértékben megnöveli egy zenekar „eladhatóságát”.
A hagyományos értelemben vett supergroupok általában rövid életűek, egy vagy két albumot jelentetnek meg. Ennek legfőbb oka a tagok közötti természetes rivalizálás. Ezek a zenekarok gyakran „másodzenekarok”, melyeket csak ideiglenes működésre alakítanak meg.
Magyarország supergroupjai:
- LGT (1971)
  - Presser Gábor (ex-Omega), Frenreisz Károly (ex-Metro), Laux József (ex-Omega), Barta Tamás (ex-Hungária)
- Taurus (1972)
  - Balázs Fecó (ex-Neoton), Som Lajos (ex-Neoton), Radics Béla (ex-Tűzkerék), Brunner Győző (ex-Metro)
- Skorpió (1973)
  - Frenreisz Károly (ex-LGT, -Metro), Szűcs Antal Gábor (ex-Hungária), Fekete Gábor (ex-Hungária), Papp Gyula (ex-Mini)
- Fonográf  (1973)
  - Szörényi Levente (ex-Illés), Bródy János (ex-Illés), Tolcsvay László (ex-Tolcsvayék és a Trió), Móricz Mihály (ex-Tolcsvayék és a Trió), Szörényi Szabolcs (ex-Illés), Németh Oszkár (ex-Tolcsvayék és a Trió)
- V'Moto-Rock (1977)
  - Demjén Ferenc (ex-Bergendy), Lerch István (ex-V'73), Herpai Sándor (ex-V'73), Menyhárt János (ex-Ferm, -Korál)
- Dinamit (1979)
  - Vikidál Gyula (ex-P. Mobil), Szűcs Antal Gábor (ex-Skorpió, - Hungária), Papp Gyula (ex-Skorpió, -Mini), Németh Gábor (ex-Skorpió), Németh Alajos (ex-Mini)
- Tunyogi Rock Band (1997)
  - Tunyogi Péter (ex-P. Mobil), Zeffer András (ex-P. Mobil), Kékesi László (ex-P. Mobil), Závodi János (ex-Piramis), Donászy Tibor (ex-Edda, -P. Mobil, -Beatrice)

Napjaink egyik különleges supergroupja a Mobilmánia, amelynek alapító tagjai (Vikidál Gyula, Tunyogi Péter, Rudán Joe, Zeffer András, Kékesi László) korábban egyazon együttesben – a P. Mobilban – játszottak, de különböző időszakokban.
Bár a dzsessz világában sokkal gyakoribb, hogy híres zenészek játszanak együtt, a supergroup kifejezést ott ritkán alkalmazzák.